# Parafia św. Idziego w Suchej
Parafia św. Idziego w Suchej – rzymskokatolicka parafia w Suchej, należąca do dekanatu pionkowskiego w diecezji radomskiej.

## Historia
W 1391 Mikołaj z Gościszewic aktem wystawionym w Iłży ustanowił parafię w Suchej. Zagwarantował kościołowi i proboszczowi odpowiednie warunki egzystencji oraz zbudował drewniany kościół pod wezwaniem św. Idziego. W latach 1839–1843 za staraniem ks. Tomasza Koryckiego został wzniesiony nowy kościół. Był zbudowany według projektu Antonia Corazziego i ufundowany ze składek parafialnych. Konsekracji dokonał w 1860 bp Józef Juszyński. Obecny kościół zbudowany został według planu Stefana Szyllera z Warszawy w 1912 staraniem ks. Antoniego Ostracha, proboszcza parafii Sucha. Kościół został konsekrowany 17 czerwca 1921 przez bp. Pawła Kubickiego. Kościół jest zbudowany z cegły. 

## Proboszczowie
- do 1960 – ks. Wacław Nowakowski
- 1960–1995 – ks. Mieczysław Krajewski
- 1995–1996 – ks. dr Zdzisław Kołaziński
- 1996–2004 – ks. Andrzej Głogowski
- 2004–2011 – ks. Wojciech Zdon
- 2011–2019 – ks. Edward Mosioł
- od 2019 – ks. Krzysztof Pająk

## Zasięg parafii
Do parafii należą wierni z miejscowości: Czarna Kolonia, Czarna Wieś, Helenów, Koszary, Laski (od nr 44), Linów, Męciszów, Miodne (strona północna), Mireń, Płachty, Sałki, Sucha, Sucha Poduchowna, Suskowola, Tadeuszów, Wincentów (część południowa).